# Mychajło Kobylczak
Mychajło Mytrofanowycz Kobylczak (ukr. Михайло Митрофанович Кобильчак, ros. Михаил Митрофанович Кобыльчак, Michaił Mitrofanowicz Kobylczak; ur. 15 lipca 1918 we wsi Czemerpil w guberni podolskiej, zm. 18 sierpnia 2004 w Kijowie) – radziecki działacz państwowy i partyjny narodowości ukraińskiej, Bohater Pracy Socjalistycznej (1973).

## Życiorys
Od 1935 funkcjonariusz Komsomołu w obwodzie odeskim, w latach 1938–1946 żołnierz Armii Czerwonej, uczestnik wielkiej wojny ojczyźnianej, pomocnik szefa wydziału politycznego 22 Korpusu Piechoty Gwardii ds. pracy wśród komsomolców, 1946–1948 I sekretarz Korsuń-Szewczenkowskiego Komitetu Rejonowego Komsomołu. Od 1939 w WKP(b), w latach 1948–1949 sekretarz Korsuń-Szewczenkowskiego Komitetu Rejonowego KP(b)U, 1951–1952 sekretarz Wilszanskiego Komitetu Rejonowego KP(b)U, 1952–1962 sekretarz Starczenkowskiego Komitetu Rejonowego KP(b)U/KPU. W 1961 zaocznie ukończył Wyższą Szkołę Partyjną przy KC KPZR, w 1962 był szefem Terytorialno-Produkcyjnego Zarządu Kołchozowo-Sowchozowego w Białej Cerkwi, a w latach 1962–1963 sekretarzem Komitetu Obwodowego KPU w Kijowie, od stycznia 1963 do grudnia 1964 zajmował stanowisko II sekretarza Kijowskiego Wiejskiego Komitetu Obwodowego KPU. Od grudnia 1964 do kwietnia 1967 sekretarz Kijowskiego Komitetu Obwodowego KPU, od kwietnia 1967 do 2 lutego 1982 I sekretarz Komitetu Obwodowego KPU w Kirowohradzie, od 17 marca 1971 do 6 lutego 1986 członek KC KPU. Od 9 kwietnia 1971 do 24 lutego 1976 członek Centralnej Komisji Rewizyjnej KPZR, od 5 marca 1976 do 23 lutego 1981 zastępca członka KC KPZR, od lutego 1982 na emeryturze. Deputowany do Rady Najwyższej ZSRR od 8 do 10 kadencji (1970–1984). Pochowany na Cmentarzu Bajkowa.

## Odznaczenia
- Medal Sierp i Młot Bohatera Pracy Socjalistycznej (8 grudnia 1973)
- Order Lenina (trzykrotnie – 19 lipca 1968, 27 sierpnia 1971 i 8 grudnia 1973)
- Order Czerwonego Sztandaru Pracy (trzykrotnie – 6 lutego 1958, 22 marca 1966 i 22 grudnia 1977)
- Order Wojny Ojczyźnianej I klasy (11 marca 1985)
- Order Czerwonej Gwiazdy (dwukrotnie – 21 października 1943 i 26 maja 1945)

I medale.